# María del Carmen González Ramos
María del Carmen del Niño Jesús (Antequera, Málaga, España, 30 de junio de 1834-Antequera, Málaga, España, 9 de noviembre de 1899) también conocida como Madre Carmen, fue una religiosa franciscana española. Es la fundadora de la Congregación de las Hermanas Franciscanas de los Sagrados Corazones. Es considerada beata por la Iglesia católica.

## Causa de beatificación
El 26 de junio de 2006, el papa Benedicto XVI autorizó la promulgación del decreto por el que se reconocía un nuevo milagro en la intercesión de la hasta entonces venerable María del Carmen del Niño Jesús. La beatificación se produjo el 6 de mayo de 2007. La ceremonia la celebró el cardenal José Saraiva Martins, en quien delegó el papa. A la ceremonia acudieron unos 10 000 fieles, llegados de España, Nicaragua, Venezuela, República Dominicana, Puerto Rico y Uruguay. Desde niña, Carmen es querida por su bondad y simpatía, su corazón generoso y su actitud conciliadora, la inteligencia y viveza de su carácter, su disposición y habilidad para las tareas de la casa. El ambiente familiar ayuda a cultivar la sensibilidad espiritual de la pequeña, que destaca por su intensa piedad manifestada de modo especial en el amor a la Santísima Virgen y a la Eucaristía. Es grande su amor a los pobres, a quienes visita y socorre. A los 22 años, segura de que hace la voluntad de Dios, contrae matrimonio con Joaquín Muñoz del Caño. Comienza una etapa larga y difícil en la que Carmen da pruebas de magnanimidad y fortaleza sostenida por una fe intensa y una caridad heroica. La constante solicitud de esposa fiel y paciente, la oración y penitencia durante veinte años, se ven recompensadas cuando al fin Joaquín pide perdón por sus extravíos y enmienda su vida.